# Nervus cutaneus brachii medialis

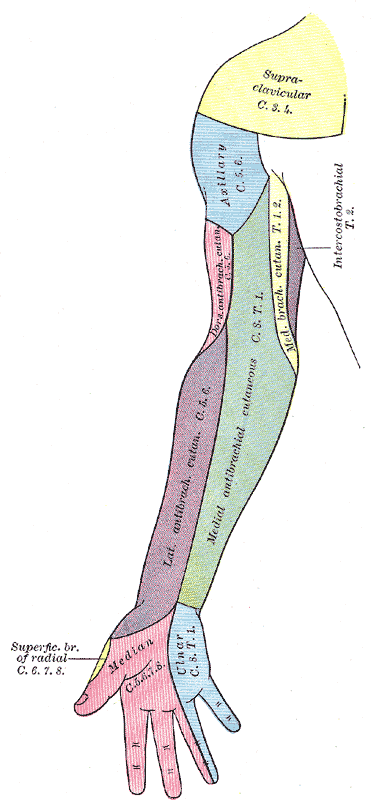
Autonome Zonen des Arms, die des Nervus cutaneus brachii medialis ist hellgelb markiert

Der Nervus cutaneus brachii medialis („innenseitiger Hautnerv des Oberarms“, Wrisberg-Nerv) ist der kleinste Nerv des Armgeflechts (Plexus brachialis) des Menschen. Er erhält Nervenfasern des 8. Hals- und ersten Brustnervens (siehe auch Spinalnerv). Er zieht durch die Achsel und liegt dabei der Achselvene (Vena axillaris) an und hat Verbindungen mit dem Nervus intercostobrachialis. Anschließend zieht er medial der Oberarmarterie (Arteria brachialis) zur Mitte des Oberarms, wo er die Oberarmfaszie durchbohrt und sich in der Haut des unteren Oberarmdrittels verzweigt. Der Nervus cutaneus brachii medialis versorgt ein streifenförmiges Hautgebiet an der ellenseitigen Innenfläche des Oberarms bis zum Ellbogen, das sein Autonomgebiet darstellt.